# Wola (rejon kamieniecki)
Wola (biał. Воля, Wola; ros. Воля, Wola) – wieś na Białorusi, w obwodzie brzeskim, w rejonie kamienieckim, w sielsowiecie Rzeczyca, nad Leśną Lewą, w granicach Parku Narodowego „Puszcza Białowieska”.

## Historia
W XIX i w początkach XX w. położona była w Rosji, w guberni grodzieńskiej, w powiecie brzeskim, w gminie Dworce.
W dwudziestoleciu międzywojennym leżała w Polsce, w województwie poleskim, do 12 kwietnia 1928 w powiecie brzeskim, w gminie Dworce, następnie w powiecie prużańskim, w gminie Horodeczno. W 1921 miejscowość liczyła 171 mieszkańców, zamieszkałych w 37 budynkach, w tym 168 Polaków i 3 Białorusinów. Wszyscy mieszkańcy byli wyznania prawosławnego.
Po II wojnie światowej w granicach Związku Sowieckiego. Od 1991 w niepodległej Białorusi.